# Eduardo Esteffan
Eduardo Osvaldo Esteffan Marco (n. 12 de julio de 1947) es un ingeniero civil, funcionario y político chileno, gobernador de la Provincia de Copiapó desde 2012 hasta 2014.

## Estudios
Realizó sus estudios secundarios en el Liceo Católico Atacama, de donde egresó en 1964. Estudió ingeniería civil en la Universidad Técnica Federico Santa María, obteniendo, en donde también realizó clases, al igual que en la sede Copiapó de la Universidad Técnica del Estado.

## Carrera política
Su primer cargo público lo obtuvo en 1984 cuando fue designado alcalde de Caldera, cargo que ocupó hasta 1986. También fue miembro del Consejo de Desarrollo Regional de Atacama entre marzo de 1984 y noviembre de 1986.
A fines de 1988 fue nombrado alcalde de Copiapó para reemplazar a Carlos Porcile, asumiendo su puesto el 1 de enero de 1989. Fue el último alcalde copiapino designado por el Régimen Militar, siendo reemplazado en 1992 por Mónica Calcutta, vencedora en las elecciones municipales. Tras su salida del municipio intentó postular sin éxito a la Cámara de Diputados en las elecciones parlamentarias de 1993.
El 21 de noviembre de 2012 fue nombrado gobernador de la Provincia de Copiapó, reemplazando a Nicolás Noman. Asumió su puesto al día siguiente.

## Historial electoral

### Elecciones parlamentarias de 1993
- Elecciones parlamentarias de 1993 a Diputado por el Distrito 5 (Chañaral, Copiapó  y Diego de Almagro).[3]

| Candidato               | Pacto                                | Partido | Votos  | %     | Resultado |
| ----------------------- | ------------------------------------ | ------- | ------ | ----- | --------- |
| Erick Villegas González | Concertación Democrática             | PDC     | 19.090 | 28,94 | Diputado  |
| Ruth Vega Donoso        | Concertación Democrática             | PS      | 16.093 | 24,40 |           |
| Carlos Vilches Guzmán   | Unión por el Progreso de Chile       | RN      | 13.320 | 20,19 | Diputado  |
| Eduardo Esteffan Marco  | Unión por el Progreso de Chile       | UDI     | 8.775  | 13,30 |           |
| Eduardo Aramburú García | Alternativa Democrática de Izquierda | PC      | 4.773  | 7,24  |           |
| Ruth Eliana López Sagua | La Nueva Izquierda                   | ECOL    | 2.215  | 3,36  |           |
| Julia Droguett Ledezma  | Alternativa Democrática de Izquierda | ILA     | 1.699  | 2,58  |           |